# Torneo Clausura 2025 de Segunda División de Honduras
 El Torneo Clausura 2025 de Segunda División de Honduras también llamado Liga de Ascenso Apostemos de Clausura 2025, fue la edición número 78 de la máxima categoría de ascenso.

## Bases de Competencia
La Liga Nacional de Ascenso está dividida en seis grupos: La Zona Insular (Grupo A y Grupo B) comprende los departamentos de Atlántida, Colón, Islas de la Bahía y Yoro. La Zona Occidental (Grupo D) comprende los departamentos de Copán y Santa Bárbara. La Zona Norte (Grupo C) comprende los departamentos de Cortés y Santa Bárbara. y La Zona Centro Sur Oriente (Grupo E y Grupo F) comprende los departamentos de Olancho, Francisco Morazán, El Paraíso, Choluteca, La Paz y Valle

### Fase final
La fase final se definirá por las siguientes etapas:
- Octavos de final
- Cuartos de final
- Semifinales
- Final

Dentro del marco de esta competencia, los 2 primeros equipos mejor ubicados en cada grupo, más 4 mejores terceros clasifican a instancias de Octavos de final. 
Cada uno de estos 16 equipos se enfrentarán en dos partidos (ida y vuelta) Cerrando en casa el mejor equipo ubicado en la tabla.
El que logre anotar el mayor número de goles obtendrá un cupo en los «cuartos de final». De existir empate en el número de puntos y de goles anotados, clasifica el mejor ubicado en la tabla general del torneo. 
Para la fase de cuartos de final se enfrentarán los 8 equipos ganadores de los octavos de final en 2 partidos (ida y vuelta). Cerrando en casa el mejor equipo ubicado en la tabla general.
El que logre anotar el mayor número de goles obtendrá un cupo en las «semifinales». De existir empate en el número de puntos y de goles anotados, clasifica el mejor ubicado en la tabla general del torneo. 
Para la fase de semifinales se enfrentaran los 4 equipos ganadores de los cuartos de final en 2 partidos (ida y vuelta). Cerrando en casa el mejor equipo ubicado en la tabla general. Pasa a la «final» el equipo que logre anotar el mayor número de goles. De persistir un empate en la diferencia de goles y número de puntos, se jugarán 2 tiempos extra de 15 minutos cada uno, y de seguir el empate se decidirá a través de una tanda de penales hasta que haya un ganador.
Disputarán el título de Campeón del Torneo de Clausura 2025 los dos clubes vencedores de la fase semifinal correspondiente. Cerrando en casa el mejor equipo ubicado en la tabla general del torneo. 
El campeón será el equipo que logre anotar el mayor número de goles. De persistir el empate en la diferencia de goles. Se jugarán 2 tiempos extra de 15 minutos cada uno. Y de persistir el empate se jugará una tanda de penales para definir al Campeón.

## Equipos participantes

#### Grupo A
| Equipo       | Ciudad                    | Estadio                       | Capacidad |
| ------------ | ------------------------- | ----------------------------- | --------- |
| Boca Juniors | Tocoa, Colón              | Estadio Francisco Martínez    | 7,000     |
| Vida         | La Ceiba, Atlántida       | Estadio Ceibeño               | 18,000    |
| Juventus     | Roatán, Islas de la Bahía | Estadio Rogelio Bustillo      | 1,000     |
| Social Sol   | Olanchito, Yoro           | Estadio San Jorge             | 7,000     |
| Sampdoria    | Sonaguera, Colón          | Estadio Juan de Dios Martínez | 2,000     |

#### Grupo B
| Equipo              | Ciudad                     | Estadio                     | Capacidad |
| ------------------- | -------------------------- | --------------------------- | --------- |
| Honduras Progreso   | El Progreso, Yoro          | Estadio Humberto Micheletti | 5,500     |
| Atlético Junior     | El Negrito, Yoro           | Estadio Gonzalo Maldonado   | 1,000     |
| Tela F.C.           | Tela, Atlántida            | Estadio Alfredo León Gómez  | 5,000     |
| Oro Verde F.C.      | Santa Rita, Yoro           | Estadio Leonel Espinoza     | 1,500     |
| F.C. Santa Rosa     | La Masica, Atlántida       | Estadio Rogelio Ortega      | 5,000     |
| Atlético Sanjuaneño | San Juan Pueblo, Atlántida | Estadio Carlos Calderón     | 2,500     |

#### Grupo C
| Equipo        | Ciudad                   | Estadio                        | Capacidad |
| ------------- | ------------------------ | ------------------------------ | --------- |
| Platense      | Puerto Cortés, Cortés    | Estadio Excelsior              | 10,000    |
| CD Choloma    | Choloma, Cortés          | Estadio Rubén Deras            | 5,500     |
| Parrillas One | La Lima, Cortés          | Estadio Luis Girón             | 7,000     |
| Lone F.C.     | San Pedro Sula, Cortés   | Estadio Olímpico Metropolitano | 37,325    |
| Brasilia F.C. | Río Lindo, Cortés        | Estadio Filiberto Fernández    | 1,500     |
| Pumas F.C.    | Las Vegas, Santa Bárbara | Estadio Municipal de Las Vegas | 1,000     |

#### Grupo D
| Equipo              | Ciudad                       | Estadio                  | Capacidad |
| ------------------- | ---------------------------- | ------------------------ | --------- |
| Real Juventud       | Santa Bárbara, Santa Bárbara | Estadio Argelio Sabillón | 5,500     |
| San Juan Huracán    | Quimistán, Santa Bárbara     | Estadio Domingo Ortega   | 2,000     |
| Olimpia Occidental  | La Entrada, Copán            | Estadio Las Alsacias     | 2,000     |
| Santo Domingo Savio | Santa Rosa de Copán, Copán   | Estadio Sergio Reyes     | 4,000     |
| Cuervos             | San Luis, Santa Bárbara      | Estadio Fausto Rodríguez | 5,000     |
| San Juan Gualjoco   | Santa Bárbara, Santa Bárbara | Estadio Argelio Sabillón | 5,500     |

#### Grupo E
| Equipo                 | Ciudad                         | Estadio                        | Capacidad |
| ---------------------- | ------------------------------ | ------------------------------ | --------- |
| Atlético Independiente | Siguatepeque, Comayagua        | Estadio Roberto Martínez Ávila | 7,000     |
| Real Tegus             | Tegucigalpa, Francisco Morazán | Estadio UPNFM                  | 2,000     |
| AFFI Academia          | Choluteca, Choluteca           | Estadio Emilio Williams Agasse | 8,000     |
| Inter                  | El Triunfo, Choluteca          | Estadio Sinaí                  | 1,000     |
| Policía Nacional       | La Paz, La Paz                 | Estadio Roberto Suazo Córdoba  | 25,000    |
| CD Pirata              | Nacaome, Valle                 | Estadio José Elías Nazar       | 5,000     |

#### Grupo F
| Equipo        | Ciudad                         | Estadio                         | Capacidad |
| ------------- | ------------------------------ | ------------------------------- | --------- |
| Hondupino     | Trojes, El Paraíso             | Estadio Raúl Moncada            | 2,000     |
| Estrella Roja | Danlí, El Paraíso              | Estadio Marcelo Tinoco          | 5,000     |
| Gimnástico    | Tegucigalpa, Francisco Morazán | Estadio Emilio Larach           | 3,000     |
| Arsenal SAO   | Cantarranas, Francisco Morazán | Estadio Francisco Gaitán Agüero | 1,000     |
| San Rafael    | El Pedernal, Francisco Morazán | Estadio Maturave El Pedernal    | 1,000     |
| Meluca F.C.   | Campamento, Olancho            | Estadio Cornelio Santos         | 2,000     |

## Grupo A

### Tabla General
| Pos. | Equipo       | Pts. | PJ | G | E | P | GF | GC | Dif. | Clasificación    |
| ---- | ------------ | ---- | -- | - | - | - | -- | -- | ---- | ---------------- |
| 1    | Boca Juniors | 14   | 8  | 4 | 2 | 2 | 13 | 9  | +4   | Octavos de final |
| 2    | Vida         | 14   | 8  | 4 | 2 | 2 | 10 | 7  | +3   | Octavos de final |
| 3    | Juventus     | 13   | 8  | 3 | 4 | 1 | 10 | 5  | +5   |                  |
| 4    | Social Sol   | 9    | 8  | 2 | 3 | 3 | 10 | 11 | −1   |                  |
| 5    | Sampdoria    | 4    | 8  | 1 | 1 | 6 | 6  | 17 | −11  |                  |

Actualizado a los partidos jugados el 29 de marzo de 2025.
 Fuente: sofascore

### Tabla Acumulada
| Pos. | Equipo       | Pts. | PJ | G | E | P  | GF | GC | Dif. |
| ---- | ------------ | ---- | -- | - | - | -- | -- | -- | ---- |
| 1    | Boca Juniors | 28   | 16 | 8 | 4 | 4  | 21 | 11 | +10  |
| 2    | Vida         | 27   | 16 | 7 | 6 | 3  | 21 | 14 | +7   |
| 3    | Juventus     | 22   | 16 | 5 | 7 | 4  | 20 | 13 | +7   |
| 4    | Social Sol   | 20   | 16 | 5 | 5 | 6  | 18 | 19 | −1   |
| 5    | Sampdoria    | 10   | 16 | 2 | 4 | 10 | 11 | 34 | −23  |

Actualizado a los partidos jugados el 29 de marzo de 2025.
 Fuente: sofascore

### Resultados
| Jornada 1         | Jornada 1    | Jornada 1    | Jornada 1        | Jornada 1   | Jornada 1 |
| Local             | Resultado    | Visitante    | Estadio          | Fecha       | Hora      |
| ----------------- | ------------ | ------------ | ---------------- | ----------- | --------- |
| Social Sol        | 3 - 1        | Sampdoria    | San Jorge        | 25 de enero | 19:00     |
| Juventus          | 1 - 1        | Vida         | Rogelio Bustillo | 26 de enero | 15:00     |
| Boca Juniors      | Boca Juniors | Boca Juniors | Descanso         | Descanso    | Descanso  |
| Total de goles: 6 |              |              |                  |             |           |

| Jornada 2         | Jornada 2  | Jornada 2    | Jornada 2             | Jornada 2    | Jornada 2 |
| Local             | Resultado  | Visitante    | Estadio               | Fecha        | Hora      |
| ----------------- | ---------- | ------------ | --------------------- | ------------ | --------- |
| Sampdoria         | 1 - 1      | Juventus     | Juan de Dios Martínez | 1 de febrero | 15:00     |
| Vida              | 3 - 2      | Boca Juniors | Rogelio Alemán        | 2 de febrero | 15:00     |
| Social Sol        | Social Sol | Social Sol   | Descanso              | Descanso     | Descanso  |
| Total de goles: 7 |            |              |                       |              |           |

| Jornada 3         | Jornada 3 | Jornada 3  | Jornada 3      | Jornada 3    | Jornada 3 |
| Local             | Resultado | Visitante  | Estadio        | Fecha        | Hora      |
| ----------------- | --------- | ---------- | -------------- | ------------ | --------- |
| Vida              | 2 - 0     | Sampdoria  | Rogelio Alemán | 9 de febrero | 15:00     |
| Boca Juniors      | 1 - 1     | Social Sol | BANADESA       | 9 de febrero | 16:00     |
| Juventus          | Juventus  | Juventus   | Descanso       | Descanso     | Descanso  |
| Total de goles: 4 |           |            |                |              |           |

| Jornada 4         | Jornada 4 | Jornada 4    | Jornada 4             | Jornada 4     | Jornada 4 |
| Local             | Resultado | Visitante    | Estadio               | Fecha         | Hora      |
| ----------------- | --------- | ------------ | --------------------- | ------------- | --------- |
| Sampdoria         | 1 - 3     | Boca Juniors | Juan de Dios Martínez | 16 de febrero | 15:00     |
| Social Sol        | 1 - 1     | Juventus     | Rogelio Bustillo      | 16 de febrero | 15:30     |
| Vida              | Vida      | Vida         | Descanso              | Descanso      | Descanso  |
| Total de goles: 6 |           |              |                       |               |           |

| Jornada 5         | Jornada 5 | Jornada 5 | Jornada 5      | Jornada 5     | Jornada 5 |
| Local             | Resultado | Visitante | Estadio        | Fecha         | Hora      |
| ----------------- | --------- | --------- | -------------- | ------------- | --------- |
| Boca Juniors      | 1 - 0     | Juventus  | BANADESA       | 22 de febrero | 19:00     |
| Social Sol        | 1 - 0     | Vida      | Rogelio Alemán | 23 de febrero | 15:00     |
| Sampdoria         | Sampdoria | Sampdoria | Descanso       | Descanso      | Descanso  |
| Total de goles: 2 |           |           |                |               |           |

| Jornada 6         | Jornada 6    | Jornada 6    | Jornada 6             | Jornada 6  | Jornada 6 |
| Local             | Resultado    | Visitante    | Estadio               | Fecha      | Hora      |
| ----------------- | ------------ | ------------ | --------------------- | ---------- | --------- |
| Sampdoria         | 2 - 1        | Social Sol   | Juan de Dios Martínez | 2 de marzo | 15:00     |
| Vida              | 0 - 0        | Juventus     | Rogelio Alemán        | 2 de marzo | 15:00     |
| Boca Juniors      | Boca Juniors | Boca Juniors | Descanso              | Descanso   | Descanso  |
| Total de goles: 3 |              |              |                       |            |           |

| Jornada 7         | Jornada 7  | Jornada 7  | Jornada 7    | Jornada 7  | Jornada 7 |
| Local             | Resultado  | Visitante  | Estadio      | Fecha      | Hora      |
| ----------------- | ---------- | ---------- | ------------ | ---------- | --------- |
| Boca Juniors      | 2 - 0      | Vida       | BANADESA     | 5 de marzo | 19:35     |
| Juventus          | 3 - 0      | Sampdoria  | Diamond Rock | 6 de marzo | 14:00     |
| Social Sol        | Social Sol | Social Sol | Descanso     | Descanso   | Descanso  |
| Total de goles: 5 |            |            |              |            |           |

| Jornada 8         | Jornada 8 | Jornada 8    | Jornada 8             | Jornada 8   | Jornada 8 |
| Local             | Resultado | Visitante    | Estadio               | Fecha       | Hora      |
| ----------------- | --------- | ------------ | --------------------- | ----------- | --------- |
| Social Sol        | 1 - 1     | Boca Juniors | San Jorge             | 15 de marzo | 19:00     |
| Sampdoria         | 0 - 1     | Vida         | Juan de Dios Martínez | 16 de marzo | 15:00     |
| Juventus          | Juventus  | Juventus     | Descanso              | Descanso    | Descanso  |
| Total de goles: 3 |           |              |                       |             |           |

| Jornada 9         | Jornada 9 | Jornada 9  | Jornada 9    | Jornada 9   | Jornada 9 |
| Local             | Resultado | Visitante  | Estadio      | Fecha       | Hora      |
| ----------------- | --------- | ---------- | ------------ | ----------- | --------- |
| Juventus          | 2 - 1     | Social Sol | Diamond Rock | 23 de marzo | 15:00     |
| Boca Juniors      | 3 - 1     | Sampdoria  | BANADESA     | 23 de marzo | 19:00     |
| Vida              | Vida      | Vida       | Descanso     | Descanso    | Descanso  |
| Total de goles: 7 |           |            |              |             |           |

| Jornada 10        | Jornada 10 | Jornada 10   | Jornada 10       | Jornada 10  | Jornada 10 |
| Local             | Resultado  | Visitante    | Estadio          | Fecha       | Hora       |
| ----------------- | ---------- | ------------ | ---------------- | ----------- | ---------- |
| Juventus          | 2 - 0      | Boca Juniors | Rogelio Bustillo | 29 de marzo | 15:00      |
| Vida              | 3 - 1      | Social Sol   | Rogelio Alemán   | 29 de marzo | 15:00      |
| Sampdoria         | Sampdoria  | Sampdoria    | Descanso         | Descanso    | Descanso   |
| Total de goles: 6 |            |              |                  |             |            |

## Grupo B

### Tabla General
| Pos. | Equipo              | Pts. | PJ | G | E | P | GF | GC | Dif. | Clasificación                |
| ---- | ------------------- | ---- | -- | - | - | - | -- | -- | ---- | ---------------------------- |
| 1    | Honduras Progreso   | 22   | 10 | 7 | 1 | 2 | 19 | 8  | +11  | Octavos de final             |
| 2    | Atlético Junior     | 20   | 10 | 6 | 2 | 2 | 15 | 13 | +2   | Octavos de final             |
| 3    | F.C. Santa Rosa     | 16   | 10 | 5 | 1 | 4 | 17 | 16 | +1   | Octavos de final             |
| 4    | Oro Verde           | 14   | 10 | 4 | 2 | 4 | 19 | 15 | +4   |                              |
| 5    | Tela F.C.           | 10   | 10 | 3 | 1 | 6 | 15 | 20 | −5   |                              |
| 6    | Atlético Sanjuaneño | 4    | 10 | 1 | 1 | 8 | 12 | 25 | −13  | Ultimo Lugar Tabla Acumulada |

Actualizado a los partidos jugados el 29 de marzo de 2025.
 Fuente: sofascore

### Tabla Acumulada
| Pos. | Equipo                  | Pts. | PJ | G  | E | P  | GF | GC | Dif. | Clasificación |
| ---- | ----------------------- | ---- | -- | -- | - | -- | -- | -- | ---- | ------------- |
| 1    | Honduras Progreso       | 45   | 20 | 14 | 3 | 3  | 43 | 22 | +21  |               |
| 2    | Atlético Junior         | 38   | 20 | 10 | 8 | 2  | 24 | 17 | +7   |               |
| 3    | F.C. Santa Rosa         | 33   | 20 | 10 | 3 | 7  | 43 | 28 | +15  |               |
| 4    | Oro Verde               | 21   | 20 | 5  | 6 | 9  | 28 | 41 | −13  |               |
| 5    | Tela F.C.               | 20   | 20 | 5  | 5 | 10 | 27 | 31 | −4   |               |
| 6    | Atlético Sanjuaneño (D) | 9    | 20 | 2  | 3 | 15 | 17 | 43 | −26  | Descenso      |

Actualizado a los partidos jugados el 29 de marzo de 2025.
 Fuente: sofascore

### Resultados
| Jornada 1          | Jornada 1 | Jornada 1           | Jornada 1           | Jornada 1   | Jornada 1 |
| Local              | Resultado | Visitante           | Estadio             | Fecha       | Hora      |
| ------------------ | --------- | ------------------- | ------------------- | ----------- | --------- |
| Honduras Progreso  | 4 - 1     | Atlético Sanjuaneño | Humberto Micheletti | 25 de enero | 19:30     |
| Oro Verde          | 2 - 2     | Atlético Junior     | Leonel Espinoza     | 26 de enero | 15:00     |
| F.C. Santa Rosa    | 3 - 2     | Tela F.C.           | Rogelio Ortega      | 29 de enero | 18:00     |
| Total de goles: 14 |           |                     |                     |             |           |

| Jornada 2           | Jornada 2 | Jornada 2         | Jornada 2          | Jornada 2    | Jornada 2 |
| Local               | Resultado | Visitante         | Estadio            | Fecha        | Hora      |
| ------------------- | --------- | ----------------- | ------------------ | ------------ | --------- |
| Atlético Junior     | 2 - 1     | F.C. Santa Rosa   | Gonzalo Maldonado  | 1 de febrero | 15:00     |
| Tela F.C.           | 1 - 3     | Honduras Progreso | Alfredo León Gómez | 1 de febrero | 15:00     |
| Atlético Sanjuaneño | 4 - 2     | Oro Verde         | Carlos Calderón    | 2 de febrero | 15:00     |
| Total de goles: 13  |           |                   |                    |              |           |

| Jornada 3         | Jornada 3 | Jornada 3           | Jornada 3           | Jornada 3    | Jornada 3 |
| Local             | Resultado | Visitante           | Estadio             | Fecha        | Hora      |
| ----------------- | --------- | ------------------- | ------------------- | ------------ | --------- |
| Honduras Progreso | 2 - 0     | Oro Verde           | Humberto Micheletti | 7 de febrero | 19:00     |
| F.C. Santa Rosa   | 1 - 1     | Atlético Sanjuaneño | Rogelio Ortega      | 9 de febrero | 15:00     |
| Tela F.C.         | 1 - 1     | Atlético Junior     | Alfredo León Gómez  | 9 de febrero | 15:00     |
| Total de goles: 6 |           |                     |                     |              |           |

| Jornada 4           | Jornada 4 | Jornada 4         | Jornada 4         | Jornada 4     | Jornada 4 |
| Local               | Resultado | Visitante         | Estadio           | Fecha         | Hora      |
| ------------------- | --------- | ----------------- | ----------------- | ------------- | --------- |
| Atlético Junior     | 2 - 1     | Honduras Progreso | Gonzalo Maldonado | 15 de febrero | 15:00     |
| Atlético Sanjuaneño | 0 - 3     | Tela F.C.         | Carlos Calderón   | 15 de febrero | 17:00     |
| Oro Verde           | 5 - 1     | F.C. Santa Rosa   | Leonel Espinoza   | 16 de febrero | 15:30     |
| Total de goles: 12  |           |                   |                   |               |           |

| Jornada 5         | Jornada 5 | Jornada 5           | Jornada 5           | Jornada 5     | Jornada 5 |
| Local             | Resultado | Visitante           | Estadio             | Fecha         | Hora      |
| ----------------- | --------- | ------------------- | ------------------- | ------------- | --------- |
| Atlético Junior   | 1 - 0     | Atlético Sanjuaneño | Gonzalo Maldonado   | 22 de febrero | 15:00     |
| Oro Verde         | 1 - 2     | Tela F.C.           | Leonel Espinoza     | 22 de febrero | 15:30     |
| Honduras Progreso | 1 - 0     | F.C. Santa Rosa     | Humberto Micheletti | 22 de febrero | 19:30     |
| Total de goles: 5 |           |                     |                     |               |           |

| Jornada 6           | Jornada 6 | Jornada 6         | Jornada 6          | Jornada 6  | Jornada 6 |
| Local               | Resultado | Visitante         | Estadio            | Fecha      | Hora      |
| ------------------- | --------- | ----------------- | ------------------ | ---------- | --------- |
| Atlético Junior     | 0 - 4     | Oro Verde         | Gonzalo Maldonado  | 1 de marzo | 15:00     |
| Atlético Sanjuaneño | 2 - 3     | Honduras Progreso | Carlos Calderón    | 2 de marzo | 15:00     |
| Tela F.C.           | 0 - 4     | F.C. Santa Rosa   | Alfredo León Gómez | 2 de marzo | 15:00     |
| Total de goles: 13  |           |                   |                    |            |           |

| Jornada 7         | Jornada 7 | Jornada 7           | Jornada 7           | Jornada 7  | Jornada 7 |
| Local             | Resultado | Visitante           | Estadio             | Fecha      | Hora      |
| ----------------- | --------- | ------------------- | ------------------- | ---------- | --------- |
| Oro Verde         | 2 - 1     | Atlético Sanjuaneño | Leonel Espinoza     | 5 de marzo | 15:30     |
| F.C. Santa Rosa   | 1 - 2     | Atlético Junior     | Rogelio Ortega      | 6 de marzo | 19:00     |
| Honduras Progreso | 2 - 0     | Tela F.C.           | Humberto Micheletti | 6 de marzo | 19:00     |
| Total de goles: 8 |           |                     |                     |            |           |

| Jornada 8           | Jornada 8 | Jornada 8         | Jornada 8         | Jornada 8   | Jornada 8 |
| Local               | Resultado | Visitante         | Estadio           | Fecha       | Hora      |
| ------------------- | --------- | ----------------- | ----------------- | ----------- | --------- |
| Atlético Junior     | 2 - 1     | Tela F.C.         | Gonzalo Maldonado | 15 de marzo | 15:00     |
| Atlético Sanjuaneño | 1 - 2     | F.C. Santa Rosa   | Carlos Calderón   | 16 de marzo | 15:00     |
| Oro Verde           | 0 - 0     | Honduras Progreso | Leonel Espinoza   | 16 de marzo | 15:30     |
| Total de goles: 6   |           |                   |                   |             |           |

| Jornada 9          | Jornada 9 | Jornada 9           | Jornada 9           | Jornada 9   | Jornada 9 |
| Local              | Resultado | Visitante           | Estadio             | Fecha       | Hora      |
| ------------------ | --------- | ------------------- | ------------------- | ----------- | --------- |
| Tela F.C.          | 4 - 2     | Atlético Sanjuaneño | Alfredo León Gómez  | 22 de marzo | 15:00     |
| Honduras Progreso  | 2 - 0     | Atlético Junior     | Humberto Micheletti | 22 de marzo | 19:00     |
| F.C. Santa Rosa    | 2 - 1     | Oro Verde           | Rogelio Ortega      | 23 de marzo | 15:00     |
| Total de goles: 11 |           |                     |                     |             |           |

| Jornada 10          | Jornada 10 | Jornada 10        | Jornada 10         | Jornada 10  | Jornada 10 |
| Local               | Resultado  | Visitante         | Estadio            | Fecha       | Hora       |
| ------------------- | ---------- | ----------------- | ------------------ | ----------- | ---------- |
| Atlético Sanjuaneño | 0 - 3      | Atlético Junior   | Carlos Calderón    | 29 de marzo | 15:00      |
| Tela F.C.           | 1 - 2      | Oro Verde         | Alfredo León Gómez | 29 de marzo | 15:00      |
| F.C. Santa Rosa     | 2 - 1      | Honduras Progreso | Rogelio Ortega     | 29 de marzo | 15:00      |
| Total de goles: 9   |            |                   |                    |             |            |

## Grupo C

### Tabla General
| Pos. | Equipo        | Pts. | PJ | G | E | P | GF | GC | Dif. | Clasificación    |
| ---- | ------------- | ---- | -- | - | - | - | -- | -- | ---- | ---------------- |
| 1    | Pumas F.C.    | 17   | 10 | 5 | 2 | 3 | 11 | 7  | +4   | Octavos de final |
| 2    | Platense      | 15   | 10 | 4 | 3 | 3 | 12 | 8  | +4   | Octavos de final |
| 3    | Parrillas One | 15   | 10 | 4 | 3 | 3 | 12 | 12 | 0    |                  |
| 4    | Choloma       | 12   | 10 | 3 | 3 | 4 | 6  | 8  | −2   |                  |
| 5    | Brasilia      | 12   | 10 | 3 | 3 | 4 | 14 | 17 | −3   |                  |
| 6    | Lone F.C.     | 10   | 10 | 2 | 4 | 4 | 10 | 13 | −3   |                  |

Actualizado a los partidos jugados el 29 de marzo de 2025.
 Fuente: sofascore

### Tabla Acumulada
| Pos. | Equipo        | Pts. | PJ | G | E | P  | GF | GC | Dif. | Clasificación    |
| ---- | ------------- | ---- | -- | - | - | -- | -- | -- | ---- | ---------------- |
| 1    | Platense      | 31   | 20 | 8 | 7 | 5  | 28 | 20 | +8   |                  |
| 2    | Pumas F.C.    | 29   | 20 | 7 | 8 | 5  | 20 | 12 | +8   |                  |
| 3    | Choloma       | 29   | 20 | 7 | 8 | 5  | 17 | 18 | −1   |                  |
| 4    | Parrillas One | 28   | 20 | 7 | 7 | 6  | 26 | 25 | +1   |                  |
| 5    | Lone F.C.     | 22   | 20 | 6 | 4 | 10 | 24 | 30 | −6   |                  |
| 6    | Brasilia      | 21   | 20 | 5 | 6 | 9  | 21 | 31 | −10  | Posible Descenso |

Actualizado a los partidos jugados el 29 de marzo de 2025.
 Fuente: sofascore

### Resultados
| Jornada 1         | Jornada 1 | Jornada 1  | Jornada 1           | Jornada 1   | Jornada 1 |
| Local             | Resultado | Visitante  | Estadio             | Fecha       | Hora      |
| ----------------- | --------- | ---------- | ------------------- | ----------- | --------- |
| Brasilia          | 1 - 0     | Choloma    | Filiberto Fernández | 25 de enero | 16:00     |
| Platense          | 1 - 1     | Lone F.C.  | Excélsior           | 26 de enero | 15:00     |
| Parrillas One     | 1 - 0     | Pumas F.C. | Luis Girón          | 26 de enero | 15:30     |
| Total de goles: 6 |           |            |                     |             |           |

| Jornada 2         | Jornada 2 | Jornada 2     | Jornada 2              | Jornada 2    | Jornada 2 |
| Local             | Resultado | Visitante     | Estadio                | Fecha        | Hora      |
| ----------------- | --------- | ------------- | ---------------------- | ------------ | --------- |
| Choloma           | 0 - 0     | Parrillas One | Rubén Deras            | 31 de enero  | 19:00     |
| Lone F.C.         | 2 - 2     | Brasilia      | José Adrián Cruz       | 1 de febrero | 15:00     |
| Pumas F.C.        | 1 - 1     | Platense      | Municipal de Las Vegas | 1 de febrero | 15:30     |
| Total de goles: 6 |           |               |                        |              |           |

| Jornada 3         | Jornada 3 | Jornada 3 | Jornada 3              | Jornada 3    | Jornada 3 |
| Local             | Resultado | Visitante | Estadio                | Fecha        | Hora      |
| ----------------- | --------- | --------- | ---------------------- | ------------ | --------- |
| Pumas F.C.        | 2 - 0     | Choloma   | Municipal de Las Vegas | 8 de febrero | 16:00     |
| Platense          | 3 - 0     | Brasilia  | Excélsior              | 9 de febrero | 15:00     |
| Parrillas One     | 0 - 0     | Lone F.C. | Luis Girón             | 9 de febrero | 15:30     |
| Total de goles: 5 |           |           |                        |              |           |

| Jornada 4         | Jornada 4 | Jornada 4     | Jornada 4           | Jornada 4     | Jornada 4 |
| Local             | Resultado | Visitante     | Estadio             | Fecha         | Hora      |
| ----------------- | --------- | ------------- | ------------------- | ------------- | --------- |
| Lone F.C.         | 0 - 1     | Pumas F.C.    | José Adrián Cruz    | 15 de febrero | 17:00     |
| Brasilia          | 1 - 4     | Parrillas One | Filiberto Fernández | 16 de febrero | 15:00     |
| Choloma           | 0 - 2     | Platense      | Rubén Deras         | 16 de febrero | 16:00     |
| Total de goles: 8 |           |               |                     |               |           |

| Jornada 5         | Jornada 5 | Jornada 5     | Jornada 5           | Jornada 5     | Jornada 5 |
| Local             | Resultado | Visitante     | Estadio             | Fecha         | Hora      |
| ----------------- | --------- | ------------- | ------------------- | ------------- | --------- |
| Choloma           | 0 - 1     | Lone F.C.     | Rubén Deras         | 21 de febrero | 19:00     |
| Brasilia          | 1 - 1     | Pumas F.C.    | Filiberto Fernández | 22 de febrero | 14:00     |
| Platense          | 3 - 0     | Parrillas One | Excélsior           | 23 de febrero | 15:00     |
| Total de goles: 6 |           |               |                     |               |           |

| Jornada 6         | Jornada 6 | Jornada 6     | Jornada 6              | Jornada 6     | Jornada 6 |
| Local             | Resultado | Visitante     | Estadio                | Fecha         | Hora      |
| ----------------- | --------- | ------------- | ---------------------- | ------------- | --------- |
| Choloma           | 1 - 1     | Brasilia      | Rubén Deras            | 28 de febrero | 19:00     |
| Pumas F.C.        | 0 - 1     | Parrillas One | Municipal de Las Vegas | 1 de marzo    | 16:00     |
| Lone F.C.         | 1 - 1     | Platense      | Olímpico Metropolitano | 2 de marzo    | 15:00     |
| Total de goles: 5 |           |               |                        |               |           |

| Jornada 7         | Jornada 7 | Jornada 7  | Jornada 7           | Jornada 7  | Jornada 7 |
| Local             | Resultado | Visitante  | Estadio             | Fecha      | Hora      |
| ----------------- | --------- | ---------- | ------------------- | ---------- | --------- |
| Brasilia          | 1 - 2     | Lone F.C.  | Filiberto Fernández | 5 de marzo | 17:00     |
| Parrillas One     | 1 - 1     | Choloma    | Luis Girón          | 6 de marzo | 19:30     |
| Platense          | 0 - 2     | Pumas F.C. | Francisco Morazán   | 6 de marzo | 19:30     |
| Total de goles: 7 |           |            |                     |            |           |

| Jornada 8         | Jornada 8 | Jornada 8     | Jornada 8              | Jornada 8   | Jornada 8 |
| Local             | Resultado | Visitante     | Estadio                | Fecha       | Hora      |
| ----------------- | --------- | ------------- | ---------------------- | ----------- | --------- |
| Choloma           | 1 - 0     | Pumas F.C.    | Rubén Deras            | 14 de marzo | 19:00     |
| Brasilia          | 2 - 0     | Platense      | Filiberto Fernández    | 15 de marzo | 14:00     |
| Lone F.C.         | 2 - 3     | Parrillas One | Olímpico Metropolitano | 15 de marzo | 18:00     |
| Total de goles: 8 |           |               |                        |             |           |

| Jornada 9          | Jornada 9 | Jornada 9 | Jornada 9              | Jornada 9   | Jornada 9 |
| Local              | Resultado | Visitante | Estadio                | Fecha       | Hora      |
| ------------------ | --------- | --------- | ---------------------- | ----------- | --------- |
| Pumas F.C.         | 2 - 1     | Lone F.C. | Municipal de Las Vegas | 22 de marzo | 16:00     |
| Platense           | 0 - 1     | Choloma   | Excélsior              | 23 de marzo | 15:00     |
| Parrillas One      | 2 - 4     | Brasilia  | Luis Girón             | 23 de marzo | 15:30     |
| Total de goles: 10 |           |           |                        |             |           |

| Jornada 10        | Jornada 10 | Jornada 10 | Jornada 10             | Jornada 10  | Jornada 10 |
| Local             | Resultado  | Visitante  | Estadio                | Fecha       | Hora       |
| ----------------- | ---------- | ---------- | ---------------------- | ----------- | ---------- |
| Pumas F.C.        | 2 - 1      | Brasilia   | Municipal de Las Vegas | 29 de marzo | 15:00      |
| Lone F.C.         | 0 - 2      | Choloma    | Olímpico Metropolitano | 29 de marzo | 15:00      |
| Parrillas One     | 0 - 1      | Platense   | Luis Girón             | 29 de marzo | 15:00      |
| Total de goles: 6 |            |            |                        |             |            |

## Grupo D

### Tabla General
| Pos. | Equipo              | Pts. | PJ | G | E | P | GF | GC | Dif. | Clasificación                |
| ---- | ------------------- | ---- | -- | - | - | - | -- | -- | ---- | ---------------------------- |
| 1    | Cuervos             | 19   | 10 | 5 | 4 | 1 | 16 | 9  | +7   | Octavos de final             |
| 2    | San Juan Gualjoco   | 16   | 10 | 4 | 4 | 2 | 11 | 9  | +2   | Octavos de final             |
| 3    | San Juan Huracán    | 15   | 10 | 4 | 3 | 3 | 11 | 9  | +2   | Octavos de final             |
| 4    | Olimpia Occidental  | 15   | 10 | 4 | 3 | 3 | 13 | 13 | 0    |                              |
| 5    | Santo Domingo Savio | 9    | 10 | 2 | 3 | 5 | 8  | 13 | −5   |                              |
| 6    | Real Juventud       | 6    | 10 | 1 | 3 | 6 | 6  | 12 | −6   | Ultimo Lugar Tabla Acumulada |

Actualizado a los partidos jugados el 29 de marzo de 2025.
 Fuente: sofascore

### Tabla Acumulada
| Pos. | Equipo              | Pts. | PJ | G  | E | P  | GF | GC | Dif. | Clasificación |
| ---- | ------------------- | ---- | -- | -- | - | -- | -- | -- | ---- | ------------- |
| 1    | Olimpia Occidental  | 35   | 20 | 10 | 5 | 5  | 30 | 25 | +5   |               |
| 2    | San Juan Gualjoco   | 34   | 20 | 9  | 7 | 4  | 27 | 20 | +7   |               |
| 3    | Cuervos             | 29   | 20 | 7  | 8 | 5  | 27 | 23 | +4   |               |
| 4    | Santo Domingo Savio | 23   | 20 | 5  | 8 | 7  | 20 | 24 | −4   |               |
| 5    | San Juan Huracán    | 21   | 20 | 4  | 9 | 7  | 20 | 23 | −3   |               |
| 6    | Real Juventud (D)   | 16   | 20 | 3  | 7 | 10 | 19 | 28 | −9   | Descenso      |

Actualizado a los partidos jugados el 29 de marzo de 2025.
 Fuente: sofascore

### Resultados
| Jornada 1          | Jornada 1 | Jornada 1           | Jornada 1            | Jornada 1   | Jornada 1 |
| Local              | Resultado | Visitante           | Estadio              | Fecha       | Hora      |
| ------------------ | --------- | ------------------- | -------------------- | ----------- | --------- |
| Olimpia Occidental | 1 - 2     | Santo Domingo Savio | Las Alsacias         | 25 de enero | 15:00     |
| San Juan Gualjoco  | 0 - 2     | Cuervos             | Santos Adán Sabillon | 25 de enero | 15:30     |
| Real Juventud      | 0 - 1     | San Juan Huracán    | Las Américas         | 29 de enero | 19:00     |
| Total de goles: 6  |           |                     |                      |             |           |

| Jornada 2           | Jornada 2 | Jornada 2          | Jornada 2                     | Jornada 2    | Jornada 2 |
| Local               | Resultado | Visitante          | Estadio                       | Fecha        | Hora      |
| ------------------- | --------- | ------------------ | ----------------------------- | ------------ | --------- |
| Cuervos             | 1 - 1     | Olimpia Occidental | Fausto Rodríguez              | 1 de febrero | 16:00     |
| Santo Domingo Savio | 1 - 0     | Real Juventud      | Estadio Municipal de La Unión | 2 de febrero | 13:00     |
| San Juan Huracán    | 0 - 1     | San Juan Gualjoco  | Domingo Ortega                | 2 de febrero | 15:00     |
| Total de goles: 4   |           |                    |                               |              |           |

| Jornada 3         | Jornada 3 | Jornada 3           | Jornada 3            | Jornada 3    | Jornada 3 |
| Local             | Resultado | Visitante           | Estadio              | Fecha        | Hora      |
| ----------------- | --------- | ------------------- | -------------------- | ------------ | --------- |
| San Juan Gualjoco | 2 - 2     | Olimpia Occidental  | Santos Adán Sabillón | 8 de febrero | 15:30     |
| Real Juventud     | 1 - 2     | Cuervos             | Las Américas         | 8 de febrero | 17:30     |
| San Juan Huracán  | 1 - 0     | Santo Domingo Savio | Domingo Ortega       | 8 de febrero | 19:00     |
| Total de goles: 8 |           |                     |                      |              |           |

| Jornada 4           | Jornada 4 | Jornada 4         | Jornada 4             | Jornada 4     | Jornada 4 |
| Local               | Resultado | Visitante         | Estadio               | Fecha         | Hora      |
| ------------------- | --------- | ----------------- | --------------------- | ------------- | --------- |
| Olimpia Occidental  | 3 - 1     | Real Juventud     | Las Alsacias          | 15 de febrero | 15:30     |
| Cuervos             | 1 - 3     | San Juan Huracán  | Fausto Rodríguez      | 15 de febrero | 16:00     |
| Santo Domingo Savio | 2 - 3     | San Juan Gualjoco | Municipal de La Unión | 16 de febrero | 15:00     |
| Total de goles: 13  |           |                   |                       |               |           |

| Jornada 5           | Jornada 5 | Jornada 5        | Jornada 5             | Jornada 5     | Jornada 5 |
| Local               | Resultado | Visitante        | Estadio               | Fecha         | Hora      |
| ------------------- | --------- | ---------------- | --------------------- | ------------- | --------- |
| Olimpia Occidental  | 2 - 0     | San Juan Huracán | Las Alsacias          | 23 de febrero | 15:00     |
| Santo Domingo Savio | 2 - 3     | Cuervos          | Municipal de La Unión | 23 de febrero | 15:00     |
| San Juan Gualjoco   | 1 - 1     | Real Juventud    | Santos Adán Sabillón  | 23 de febrero | 15:30     |
| Total de goles: 9   |           |                  |                       |               |           |

| Jornada 6           | Jornada 6 | Jornada 6          | Jornada 6        | Jornada 6  | Jornada 6 |
| Local               | Resultado | Visitante          | Estadio          | Fecha      | Hora      |
| ------------------- | --------- | ------------------ | ---------------- | ---------- | --------- |
| Cuervos             | 0 - 0     | San Juan Gualjoco  | Fausto Rodríguez | 1 de marzo | 16:00     |
| San Juan Huracán    | 0 - 0     | Real Juventud      | Domingo Ortega   | 1 de marzo | 19:30     |
| Santo Domingo Savio | 0 - 1     | Olimpia Occidental | Copán Galel      | 2 de marzo | 15:00     |
| Total de goles: 1   |           |                    |                  |            |           |

| Jornada 7          | Jornada 7 | Jornada 7           | Jornada 7                | Jornada 7  | Jornada 7 |
| Local              | Resultado | Visitante           | Estadio                  | Fecha      | Hora      |
| ------------------ | --------- | ------------------- | ------------------------ | ---------- | --------- |
| Real Juventud      | 0 - 0     | Santo Domingo Savio | Municipal de San Nicolás | 5 de marzo | 15:00     |
| San Juan Gualjoco  | 2 - 0     | San Juan Huracán    | Santos Adán Sabillón     | 6 de marzo | 15:30     |
| Olimpia Occidental | 1 - 1     | Cuervos             | Las Alsacias             | 6 de marzo | 18:00     |
| Total de goles: 4  |           |                     |                          |            |           |

| Jornada 8           | Jornada 8 | Jornada 8         | Jornada 8        | Jornada 8   | Jornada 8 |
| Local               | Resultado | Visitante         | Estadio          | Fecha       | Hora      |
| ------------------- | --------- | ----------------- | ---------------- | ----------- | --------- |
| Cuervos             | 2 - 0     | Real Juventud     | Fausto Rodríguez | 15 de marzo | 16:00     |
| Olimpia Occidental  | 1 - 0     | San Juan Gualjoco | Las Alsacias     | 16 de marzo | 15:00     |
| Santo Domingo Savio | 1 - 1     | San Juan Huracán  | Copán Galel      | 16 de marzo | 15:00     |
| Total de goles: 5   |           |                   |                  |             |           |

| Jornada 9         | Jornada 9 | Jornada 9           | Jornada 9                | Jornada 9   | Jornada 9 |
| Local             | Resultado | Visitante           | Estadio                  | Fecha       | Hora      |
| ----------------- | --------- | ------------------- | ------------------------ | ----------- | --------- |
| San Juan Gualjoco | 0 - 0     | Santo Domingo Savio | Santos Adán Sabillón     | 22 de marzo | 15:30     |
| Real Juventud     | 2 - 0     | Olimpia Occidental  | Municipal de San Nicolás | 22 de marzo | 16:00     |
| San Juan Huracán  | 1 - 1     | Cuervos             | Domingo Ortega           | 23 de marzo | 15:00     |
| Total de goles: 4 |           |                     |                          |             |           |

| Jornada 10         | Jornada 10 | Jornada 10          | Jornada 10               | Jornada 10  | Jornada 10 |
| Local              | Resultado  | Visitante           | Estadio                  | Fecha       | Hora       |
| ------------------ | ---------- | ------------------- | ------------------------ | ----------- | ---------- |
| Cuervos            | 3 - 0      | Santo Domingo Savio | Fausto Rodríguez         | 29 de marzo | 15:00      |
| Real Juventud      | 1 - 2      | San Juan Gualjoco   | Municipal de San Nicolás | 29 de marzo | 15:00      |
| San Juan Huracán   | 4 - 1      | Olimpia Occidental  | Domingo Ortega           | 29 de marzo | 15:00      |
| Total de goles: 11 |            |                     |                          |             |            |

## Grupo E

### Tabla General
| Pos. | Equipo                 | Pts. | PJ | G | E | P | GF | GC | Dif. | Clasificación                |
| ---- | ---------------------- | ---- | -- | - | - | - | -- | -- | ---- | ---------------------------- |
| 1    | Atlético Independiente | 20   | 10 | 6 | 2 | 2 | 14 | 5  | +9   | Octavos de final             |
| 2    | AFFI Academia          | 17   | 10 | 5 | 2 | 3 | 11 | 10 | +1   | Octavos de final             |
| 3    | C.D. Pirata            | 15   | 10 | 4 | 3 | 3 | 16 | 12 | +4   | Octavos de final             |
| 4    | Policía Nacional       | 12   | 10 | 3 | 3 | 4 | 10 | 13 | −3   |                              |
| 5    | Real Tegus             | 11   | 10 | 3 | 2 | 5 | 12 | 13 | −1   |                              |
| 6    | Inter                  | 8    | 10 | 2 | 2 | 6 | 7  | 17 | −10  | Ultimo Lugar Tabla Acumulada |

Actualizado a los partidos jugados el 29 de marzo de 2025.
 Fuente: sofascore

### Tabla Acumulada
| Pos. | Equipo                 | Pts. | PJ | G  | E | P  | GF | GC | Dif. | Clasificación |
| ---- | ---------------------- | ---- | -- | -- | - | -- | -- | -- | ---- | ------------- |
| 1    | Atlético Independiente | 42   | 20 | 13 | 3 | 4  | 37 | 12 | +25  |               |
| 2    | AFFI Academia          | 33   | 20 | 9  | 6 | 5  | 19 | 17 | +2   |               |
| 3    | Real Tegus             | 28   | 20 | 8  | 4 | 8  | 30 | 30 | 0    |               |
| 4    | C.D. Pirata            | 24   | 20 | 5  | 9 | 6  | 28 | 26 | +2   |               |
| 5    | Policía Nacional       | 23   | 20 | 5  | 8 | 7  | 21 | 23 | −2   |               |
| 6    | Inter (D)              | 13   | 20 | 3  | 4 | 13 | 14 | 41 | −27  | Descenso      |

Actualizado a los partidos jugados el 29 de marzo de 2025.
 Fuente: sofascore

### Resultados
| Jornada 1              | Jornada 1 | Jornada 1        | Jornada 1              | Jornada 1   | Jornada 1 |
| Local                  | Resultado | Visitante        | Estadio                | Fecha       | Hora      |
| ---------------------- | --------- | ---------------- | ---------------------- | ----------- | --------- |
| Real Tegus             | 1 - 0     | Inter            | UPNFM                  | 25 de enero | 18:00     |
| Atletico Independiente | 2 - 0     | AFFI Academia    | Roberto Martínez Ávila | 25 de enero | 19:00     |
| Pirata                 | 4 - 1     | Policía Nacional | José Elías Nazar       | 26 de enero | 16:00     |
| Total de goles: 8      |           |                  |                        |             |           |

| Jornada 2         | Jornada 2 | Jornada 2              | Jornada 2             | Jornada 2    | Jornada 2 |
| Local             | Resultado | Visitante              | Estadio               | Fecha        | Hora      |
| ----------------- | --------- | ---------------------- | --------------------- | ------------ | --------- |
| Policía Nacional  | 0 - 0     | Real Tegus             | Roberto Suazo Córdova | 1 de febrero | 15:00     |
| Inter             | 0 - 0     | Atlético Independiente | Sinaí                 | 2 de febrero | 13:00     |
| AFFI Academia     | 1 - 0     | Pirata                 | Emilio Williams       | 2 de febrero | 15:00     |
| Total de goles: 1 |           |                        |                       |              |           |

| Jornada 3              | Jornada 3 | Jornada 3        | Jornada 3              | Jornada 3    | Jornada 3 |
| Local                  | Resultado | Visitante        | Estadio                | Fecha        | Hora      |
| ---------------------- | --------- | ---------------- | ---------------------- | ------------ | --------- |
| Atlético Independiente | 4 - 0     | Pirata           | Roberto Martínez Ávila | 8 de febrero | 16:00     |
| Real Tegus             | 0 - 1     | AFFI Academia    | UPNFM                  | 8 de febrero | 17:00     |
| Inter                  | 2 - 1     | Policía Nacional | Sinaí                  | 9 de febrero | 13:00     |
| Total de goles: 8      |           |                  |                        |              |           |

| Jornada 4         | Jornada 4 | Jornada 4              | Jornada 4             | Jornada 4     | Jornada 4 |
| Local             | Resultado | Visitante              | Estadio               | Fecha         | Hora      |
| ----------------- | --------- | ---------------------- | --------------------- | ------------- | --------- |
| Policía Nacional  | 0 - 2     | Atlético Independiente | Roberto Suazo Córdova | 15 de febrero | 15:00     |
| Pirata            | 2 - 1     | Real Tegus             | José Elías Nazar      | 16 de febrero | 15:00     |
| AFFI Academia     | 1 - 1     | Inter                  | Emilio Williams       | 16 de febrero | 15:00     |
| Total de goles: 7 |           |                        |                       |               |           |

| Jornada 5              | Jornada 5 | Jornada 5     | Jornada 5              | Jornada 5     | Jornada 5 |
| Local                  | Resultado | Visitante     | Estadio                | Fecha         | Hora      |
| ---------------------- | --------- | ------------- | ---------------------- | ------------- | --------- |
| Policía Nacional       | 4 - 2     | AFFI Academia | Roberto Suazo Córdova  | 22 de febrero | 15:30     |
| Atlético Independiente | 1 - 0     | Real Tegus    | Roberto Martínez Ávila | 22 de febrero | 19:00     |
| Pirata                 | 4 - 1     | Inter         | José Elías Nazar       | 22 de febrero | 19:00     |
| Total de goles: 12     |           |               |                        |               |           |

| Jornada 6         | Jornada 6 | Jornada 6              | Jornada 6             | Jornada 6  | Jornada 6 |
| Local             | Resultado | Visitante              | Estadio               | Fecha      | Hora      |
| ----------------- | --------- | ---------------------- | --------------------- | ---------- | --------- |
| Policía Nacional  | 0 - 0     | Pirata                 | Roberto Suazo Córdova | 1 de marzo | 15:30     |
| Inter             | 2 - 1     | Real Tegus             | Sinaí                 | 2 de marzo | 13:00     |
| AFFI Academia     | 1 - 0     | Atlético Independiente | Emilio Williams       | 2 de marzo | 15:00     |
| Total de goles: 4 |           |                        |                       |            |           |

| Jornada 7              | Jornada 7 | Jornada 7        | Jornada 7              | Jornada 7  | Jornada 7 |
| Local                  | Resultado | Visitante        | Estadio                | Fecha      | Hora      |
| ---------------------- | --------- | ---------------- | ---------------------- | ---------- | --------- |
| Real Tegus             | 3 - 1     | Policía Nacional | UPNFM                  | 6 de marzo | 18:00     |
| Pirata                 | 1 - 1     | AFFI Academia    | José Elías Nazar       | 6 de marzo | 19:00     |
| Atlético Independiente | 1 - 0     | Inter            | Roberto Martínez Avila | 6 de marzo | 19:00     |
| Total de goles: 7      |           |                  |                        |            |           |

| Jornada 8         | Jornada 8 | Jornada 8              | Jornada 8             | Jornada 8   | Jornada 8 |
| Local             | Resultado | Visitante              | Estadio               | Fecha       | Hora      |
| ----------------- | --------- | ---------------------- | --------------------- | ----------- | --------- |
| AFFI Academia     | 1 - 0     | Real Tegus             | Emilio Williams       | 15 de marzo | 15:00     |
| Policía Nacional  | 2 - 0     | Inter                  | Roberto Suazo Córdova | 15 de marzo | 15:30     |
| Pirata            | 0 - 1     | Atlético Independiente | José Elías Nazar      | 16 de marzo | 14:00     |
| Total de goles: 4 |           |                        |                       |             |           |

| Jornada 9              | Jornada 9 | Jornada 9        | Jornada 9              | Jornada 9   | Jornada 9 |
| Local                  | Resultado | Visitante        | Estadio                | Fecha       | Hora      |
| ---------------------- | --------- | ---------------- | ---------------------- | ----------- | --------- |
| Real Tegus             | 2 - 2     | Pirata           | UPNFM                  | 21 de marzo | 19:00     |
| Atlético Independiente | 0 - 0     | Policía Nacional | Roberto Martínez Ávila | 22 de marzo | 19:00     |
| Inter                  | 1 - 3     | AFFI Academia    | Sinaí                  | 23 de marzo | 13:00     |
| Total de goles: 8      |           |                  |                        |             |           |

| Jornada 10         | Jornada 10 | Jornada 10             | Jornada 10     | Jornada 10  | Jornada 10 |
| Local              | Resultado  | Visitante              | Estadio        | Fecha       | Hora       |
| ------------------ | ---------- | ---------------------- | -------------- | ----------- | ---------- |
| Inter              | 0 - 3      | Pirata                 | Sinaí          | 29 de marzo | 15:00      |
| Real Tegus         | 4 - 3      | Atlético Independiente | UPNFM          | 29 de marzo | 15:00      |
| AFFI Academia      | 0 - 1      | Policía Nacional       | Esteban Moulds | 29 de marzo | 15:00      |
| Total de goles: 11 |            |                        |                |             |            |

## Grupo F

### Tabla General
| Pos. | Equipo        | Pts. | PJ | G | E | P | GF | GC | Dif. | Clasificación    |
| ---- | ------------- | ---- | -- | - | - | - | -- | -- | ---- | ---------------- |
| 1    | Arsenal SAO   | 19   | 10 | 6 | 1 | 3 | 23 | 9  | +14  | Octavos de final |
| 2    | Hondupino     | 19   | 10 | 6 | 1 | 3 | 13 | 9  | +4   | Octavos de final |
| 3    | Estrella Roja | 18   | 10 | 5 | 3 | 2 | 12 | 7  | +5   | Octavos de final |
| 4    | San Rafael    | 15   | 10 | 5 | 0 | 5 | 11 | 12 | −1   |                  |
| 5    | Gimnástico    | 7    | 10 | 1 | 4 | 5 | 12 | 23 | −11  |                  |
| 6    | Meluca        | 6    | 10 | 1 | 3 | 6 | 9  | 20 | −11  |                  |

Actualizado a los partidos jugados el 29 de marzo de 2025.
 Fuente: sofascore

### Tabla Acumulada
| Pos. | Equipo        | Pts. | PJ | G | E | P | GF | GC | Dif. | Clasificación    |
| ---- | ------------- | ---- | -- | - | - | - | -- | -- | ---- | ---------------- |
| 1    | Hondupino     | 32   | 20 | 9 | 5 | 6 | 29 | 26 | +3   |                  |
| 2    | San Rafael    | 30   | 20 | 9 | 3 | 8 | 20 | 21 | −1   |                  |
| 3    | Arsenal SAO   | 29   | 20 | 8 | 5 | 7 | 33 | 21 | +12  |                  |
| 4    | Estrella Roja | 27   | 20 | 6 | 9 | 5 | 23 | 20 | +3   |                  |
| 5    | Meluca        | 24   | 20 | 6 | 6 | 8 | 25 | 29 | −4   |                  |
| 6    | Gimnástico    | 20   | 20 | 4 | 8 | 8 | 27 | 40 | −13  | Posible Descenso |

Actualizado a los partidos jugados el 29 de marzo de 2025.
 Fuente: sofascore

### Resultados
| Jornada 1         | Jornada 1 | Jornada 1         | Jornada 1     | Jornada 1   | Jornada 1 |
| Local             | Resultado | Visitante         | Estadio       | Fecha       | Hora      |
| ----------------- | --------- | ----------------- | ------------- | ----------- | --------- |
| San Rafael        | 1 - 0     | Arsenal SAO       | Maturave      | 25 de enero | 14:30     |
| Gimnástico        | 2 - 2     | Meluca Campamento | Emilio Larach | 26 de enero | 14:00     |
| Hondupino         | 0 - 1     | Estrella Roja     | Raúl Moncada  | 26 de enero | 15:00     |
| Total de goles: 6 |           |                   |               |             |           |

| Jornada 2         | Jornada 2 | Jornada 2  | Jornada 2               | Jornada 2    | Jornada 2 |
| Local             | Resultado | Visitante  | Estadio                 | Fecha        | Hora      |
| ----------------- | --------- | ---------- | ----------------------- | ------------ | --------- |
| Arsenal SAO       | 2 - 0     | Gimnástico | Francisco Gaytán Agüero | 1 de febrero | 15:00     |
| Estrella Roja     | 2 - 0     | San Rafael | Marcelo Tinoco          | 1 de febrero | 17:00     |
| Meluca Campamento | 1 - 1     | Hondupino  | Cornelio Santos         | 2 de febrero | 15:00     |
| Total de goles: 6 |           |            |                         |              |           |

| Jornada 3         | Jornada 3 | Jornada 3         | Jornada 3               | Jornada 3    | Jornada 3 |
| Local             | Resultado | Visitante         | Estadio                 | Fecha        | Hora      |
| ----------------- | --------- | ----------------- | ----------------------- | ------------ | --------- |
| San Rafael        | 3 - 1     | Meluca Campamento | Maturave                | 8 de febrero | 14:30     |
| Gimnástico        | 0 - 2     | Hondupino         | Emilio Larach           | 9 de febrero | 13:00     |
| Arsenal SAO       | 1 - 1     | Estrella Roja     | Francisco Gaytán Agüero | 9 de febrero | 15:00     |
| Total de goles: 8 |           |                   |                         |              |           |

| Jornada 4         | Jornada 4 | Jornada 4   | Jornada 4       | Jornada 4     | Jornada 4 |
| Local             | Resultado | Visitante   | Estadio         | Fecha         | Hora      |
| ----------------- | --------- | ----------- | --------------- | ------------- | --------- |
| Hondupino         | 1 - 0     | San Rafael  | Raúl Moncada    | 16 de febrero | 14:00     |
| Estrella Roja     | 0 - 0     | Gimnástico  | Marcelo Tinoco  | 16 de febrero | 15:00     |
| Meluca Campamento | 0 - 2     | Arsenal SAO | Cornelio Santos | 16 de febrero | 15:00     |
| Total de goles: 3 |           |             |                 |               |           |

| Jornada 5         | Jornada 5 | Jornada 5         | Jornada 5      | Jornada 5     | Jornada 5 |
| Local             | Resultado | Visitante         | Estadio        | Fecha         | Hora      |
| ----------------- | --------- | ----------------- | -------------- | ------------- | --------- |
| Estrella Roja     | 2 - 1     | Meluca Campamento | Marcelo Tinoco | 21 de febrero | 19:00     |
| Gimnástico        | 3 - 2     | San Rafael        | Emilio Larach  | 21 de febrero | 19:30     |
| Hondupino         | 1 - 0     | Arsenal SAO       | Raúl Moncada   | 22 de febrero | 15:00     |
| Total de goles: 9 |           |                   |                |               |           |

| Jornada 6         | Jornada 6 | Jornada 6  | Jornada 6               | Jornada 6     | Jornada 6 |
| Local             | Resultado | Visitante  | Estadio                 | Fecha         | Hora      |
| ----------------- | --------- | ---------- | ----------------------- | ------------- | --------- |
| Estrella Roja     | 1 - 0     | Hondupino  | Marcelo Tinoco          | 28 de febrero | 19:00     |
| Arsenal SAO       | 1 - 2     | San Rafael | Francisco Gaytán Agüero | 1 de marzo    | 15:00     |
| Meluca Campamento | 1 - 1     | Gimnástico | Cornelio Santos         | 2 de marzo    | 15:00     |
| Total de goles: 6 |           |            |                         |               |           |

| Jornada 7          | Jornada 7 | Jornada 7         | Jornada 7     | Jornada 7  | Jornada 7 |
| Local              | Resultado | Visitante         | Estadio       | Fecha      | Hora      |
| ------------------ | --------- | ----------------- | ------------- | ---------- | --------- |
| Hondupino          | 2 - 1     | Meluca Campamento | Raúl Moncada  | 5 de marzo | 15:00     |
| San Rafael         | 1 - 0     | Estrella Roja     | Maturave      | 6 de marzo | 14:30     |
| Gimnástico         | 3 - 7     | Arsenal SAO       | Emilio Larach | 6 de marzo | 19:00     |
| Total de goles: 14 |           |                   |               |            |           |

| Jornada 8         | Jornada 8 | Jornada 8   | Jornada 8       | Jornada 8   | Jornada 8 |
| Local             | Resultado | Visitante   | Estadio         | Fecha       | Hora      |
| ----------------- | --------- | ----------- | --------------- | ----------- | --------- |
| Estrella Roja     | 0 - 1     | Arsenal SAO | Marcelo Tinoco  | 14 de marzo | 19:00     |
| Meluca Campamento | 2 - 0     | San Rafael  | Cornelio Santos | 16 de marzo | 15:00     |
| Hondupino         | 3 - 0     | Gimnástico  | Raúl Moncada    | 16 de marzo | 15:00     |
| Total de goles: 6 |           |             |                 |             |           |

| Jornada 9          | Jornada 9 | Jornada 9         | Jornada 9               | Jornada 9   | Jornada 9 |
| Local              | Resultado | Visitante         | Estadio                 | Fecha       | Hora      |
| ------------------ | --------- | ----------------- | ----------------------- | ----------- | --------- |
| San Rafael         | 1 - 2     | Hondupino         | Maturave                | 22 de marzo | 14:30     |
| Arsenal SAO        | 5 - 0     | Meluca Campamento | Francisco Gaytán Agüero | 22 de marzo | 15:30     |
| Gimnástico         | 3 - 3     | Estrella Roja     | Emilio Larach           | 23 de marzo | 17:00     |
| Total de goles: 14 |           |                   |                         |             |           |

| Jornada 10        | Jornada 10 | Jornada 10    | Jornada 10              | Jornada 10  | Jornada 10 |
| Local             | Resultado  | Visitante     | Estadio                 | Fecha       | Hora       |
| ----------------- | ---------- | ------------- | ----------------------- | ----------- | ---------- |
| San Rafael        | 1 - 0      | Gimnástico    | Vicente Brizo           | 29 de marzo | 15:00      |
| Arsenal SAO       | 4 - 1      | Hondupino     | Francisco Gaytán Agüero | 29 de marzo | 15:00      |
| Meluca Campamento | 0 - 2      | Estrella Roja | Cornelio Santos         | 29 de marzo | 15:00      |
| Total de goles: 8 |            |               |                         |             |            |

## Descenso

### Reglamento del Descenso
Los equipos que terminen en último lugar de la tabla acumulada de sus respectivos grupos (exceptuando el del grupo A), se les elaborará una tabla para definir los siguientes puntos:
Los 2 mejores últimos lugares salvarán la categoría.
Mientras que los peores últimos lugares de todos los grupos en general descenderán automáticamente a la Liga Mayor (Tercera división).

### Tabla General del Descenso
| Pos. | Equipo              | Pts. | PJ | G | E | P  | GF | GC | Dif. | Clasificación         |
| ---- | ------------------- | ---- | -- | - | - | -- | -- | -- | ---- | --------------------- |
| 1    | Brasilia            | 21   | 20 | 5 | 6 | 9  | 21 | 31 | −10  | Permanencia           |
| 2    | Gimnástico          | 20   | 20 | 4 | 8 | 8  | 27 | 40 | −13  | Permanencia           |
| 3    | Real Juventud       | 16   | 20 | 3 | 7 | 10 | 19 | 28 | −9   | Descenso a Liga Mayor |
| 4    | Inter               | 13   | 20 | 3 | 4 | 13 | 14 | 41 | −27  | Descenso a Liga Mayor |
| 5    | Atlético Sanjuaneño | 9    | 20 | 2 | 3 | 15 | 17 | 43 | −26  | Descenso a Liga Mayor |

Actualizado a los partidos jugados el 29 de marzo de 2025.
 Fuente: sofascore

## Fase Final
|  | Octavos de final       | Octavos de final | Octavos de final  | Octavos de final |   |                        | Cuartos de final | Cuartos de final | Cuartos de final | Cuartos de final |  |                        | Semifinales | Semifinales | Semifinales | Semifinales |  |                        | Final | Final | Final | Final |  |
|  |                        |                  |                   |                  |   |                        |                  |                  |                  |                  |  |                        |             |             |             |             |  |                        |       |       |       |       |  |
|  |                        |                  |                   |                  |   |                        |                  |                  |                  |                  |  |                        |             |             |             |             |  |                        |       |       |       |       |  |
|  | Atlético Independiente | 1                | 4                 | 5                |   |                        |                  |                  |                  |                  |  |                        |             |             |             |             |  |                        |       |       |       |       |  |
|  | Atlético Independiente | 1                | 4                 | 5                |   |                        |                  |                  |                  |                  |  |                        |             |             |             |             |  |                        |       |       |       |       |  |
|  | Pirata                 | 1                | 0                 | 1                |   |                        |                  |                  |                  |                  |  |                        |             |             |             |             |  |                        |       |       |       |       |  |
|  | Pirata                 | 1                | 0                 | 1                |   | Atlético Independiente | 3                | 2                | 5                |                  |  |                        |             |             |             |             |  |                        |       |       |       |       |  |
|  |                        |                  |                   |                  |   | Atlético Independiente | 3                | 2                | 5                |                  |  |                        |             |             |             |             |  |                        |       |       |       |       |  |
|  |                        |                  | San Juan Gualjoco | 0                | 2 | 2                      |                  |                  |                  |                  |  |                        |             |             |             |             |  |                        |       |       |       |       |  |
|  | Atlético Junior        | 0                | San Juan Gualjoco | 0                | 2 | 2                      | 3                | 3                |                  |                  |  |                        |             |             |             |             |  |                        |       |       |       |       |  |
|  | Atlético Junior        | 0                |                   |                  |   |                        |                  |                  |                  |                  |  |                        |             |             |             |             |  |                        |       |       |       |       |  |
|  | San Juan Gualjoco      | 2                | 2                 | 4                |   |                        |                  |                  |                  |                  |  |                        |             |             |             |             |  |                        |       |       |       |       |  |
|  | San Juan Gualjoco      | 2                | 2                 | 4                |   |                        |                  |                  |                  |                  |  | Atlético Independiente | 0           | 1           | 1(5)        |             |  |                        |       |       |       |       |  |
|  |                        |                  |                   |                  |   |                        |                  |                  |                  |                  |  | Atlético Independiente | 0           | 1           | 1(5)        |             |  |                        |       |       |       |       |  |
|  |                        |                  | Platense          | 1                | 0 | 1(3)                   |                  |                  |                  |                  |  |                        |             |             |             |             |  |                        |       |       |       |       |  |
|  | Boca Juniors           | 1                | Platense          | 1                | 0 | 1(3)                   | 1                | 2                |                  |                  |  |                        |             |             |             |             |  |                        |       |       |       |       |  |
|  | Boca Juniors           | 1                |                   |                  |   |                        |                  |                  |                  |                  |  |                        |             |             |             |             |  |                        |       |       |       |       |  |
|  | Platense               | 2                | 4                 | 6                |   |                        |                  |                  |                  |                  |  |                        |             |             |             |             |  |                        |       |       |       |       |  |
|  | Platense               | 2                | 4                 | 6                |   | Platense               | 1                | 2                | 3                |                  |  |                        |             |             |             |             |  |                        |       |       |       |       |  |
|  |                        |                  |                   |                  |   | Platense               | 1                | 2                | 3                |                  |  |                        |             |             |             |             |  |                        |       |       |       |       |  |
|  |                        |                  | Estrella Roja     | 1                | 0 | 1                      |                  |                  |                  |                  |  |                        |             |             |             |             |  |                        |       |       |       |       |  |
|  | Cuervos                | 1                | Estrella Roja     | 1                | 0 | 1                      | 2                | 3                |                  |                  |  |                        |             |             |             |             |  |                        |       |       |       |       |  |
|  | Cuervos                | 1                |                   |                  |   |                        |                  |                  |                  |                  |  |                        |             |             |             |             |  |                        |       |       |       |       |  |
|  | Estrella Roja          | 4                | 1                 | 5                |   |                        |                  |                  |                  |                  |  |                        |             |             |             |             |  |                        |       |       |       |       |  |
|  | Estrella Roja          | 4                | 1                 | 5                |   |                        |                  |                  |                  |                  |  |                        |             |             |             |             |  | Atlético Independiente | 1     | 2     | 3     |       |  |
|  |                        |                  |                   |                  |   |                        |                  |                  |                  |                  |  |                        |             |             |             |             |  | Atlético Independiente | 1     | 2     | 3     |       |  |
|  |                        |                  | Arsenal SAO       | 1                | 1 | 2                      |                  |                  |                  |                  |  |                        |             |             |             |             |  |                        |       |       |       |       |  |
|  | Honduras Progreso      | 2                | Arsenal SAO       | 1                | 1 | 2                      | 1                | 3                |                  |                  |  |                        |             |             |             |             |  |                        |       |       |       |       |  |
|  | Honduras Progreso      | 2                |                   |                  |   |                        |                  |                  |                  |                  |  |                        |             |             |             |             |  |                        |       |       |       |       |  |
|  | San Juan Huracán       | 0                | 0                 | 0                |   |                        |                  |                  |                  |                  |  |                        |             |             |             |             |  |                        |       |       |       |       |  |
|  | San Juan Huracán       | 0                | 0                 | 0                |   | Honduras Progreso      | 0                | 4                | 4                |                  |  |                        |             |             |             |             |  |                        |       |       |       |       |  |
|  |                        |                  |                   |                  |   | Honduras Progreso      | 0                | 4                | 4                |                  |  |                        |             |             |             |             |  |                        |       |       |       |       |  |
|  |                        |                  | Hondupino         | 1                | 1 | 2                      |                  |                  |                  |                  |  |                        |             |             |             |             |  |                        |       |       |       |       |  |
|  | Hondupino *            | 2                | Hondupino         | 1                | 1 | 2                      | 0                | 2                |                  |                  |  |                        |             |             |             |             |  |                        |       |       |       |       |  |
|  | Hondupino *            | 2                |                   |                  |   |                        |                  |                  |                  |                  |  |                        |             |             |             |             |  |                        |       |       |       |       |  |
|  | AFFI Academia          | 1                | 1                 | 2                |   |                        |                  |                  |                  |                  |  |                        |             |             |             |             |  |                        |       |       |       |       |  |
|  | AFFI Academia          | 1                | 1                 | 2                |   |                        |                  |                  |                  |                  |  | Honduras Progreso      | 0           | 3           | 3           |             |  |                        |       |       |       |       |  |
|  |                        |                  |                   |                  |   |                        |                  |                  |                  |                  |  | Honduras Progreso      | 0           | 3           | 3           |             |  |                        |       |       |       |       |  |
|  |                        |                  | Arsenal SAO       | 6                | 0 | 6                      |                  |                  |                  |                  |  |                        |             |             |             |             |  |                        |       |       |       |       |  |
|  | Arsenal SAO *          | 1                | Arsenal SAO       | 6                | 0 | 6                      | 3                | 4                |                  |                  |  |                        |             |             |             |             |  |                        |       |       |       |       |  |
|  | Arsenal SAO *          | 1                |                   |                  |   |                        |                  |                  |                  |                  |  |                        |             |             |             |             |  |                        |       |       |       |       |  |
|  | Santa Rosa             | 3                | 1                 | 4                |   |                        |                  |                  |                  |                  |  |                        |             |             |             |             |  |                        |       |       |       |       |  |
|  | Santa Rosa             | 3                | 1                 | 4                |   | Arsenal SAO            | 0                | 2                | 2                |                  |  |                        |             |             |             |             |  |                        |       |       |       |       |  |
|  |                        |                  |                   |                  |   | Arsenal SAO            | 0                | 2                | 2                |                  |  |                        |             |             |             |             |  |                        |       |       |       |       |  |
|  |                        |                  | Vida              | 1                | 0 | 1                      |                  |                  |                  |                  |  |                        |             |             |             |             |  |                        |       |       |       |       |  |
|  | Pumas F. C.            | 0                | Vida              | 1                | 0 | 1                      | 1                | 1                |                  |                  |  |                        |             |             |             |             |  |                        |       |       |       |       |  |
|  | Pumas F. C.            | 0                |                   |                  |   |                        |                  |                  |                  |                  |  |                        |             |             |             |             |  |                        |       |       |       |       |  |
|  | Vida                   | 1                | 1                 | 2                |   |                        |                  |                  |                  |                  |  |                        |             |             |             |             |  |                        |       |       |       |       |  |
|  | Vida                   | 1                | 1                 | 2                |   |                        |                  |                  |                  |                  |  |                        |             |             |             |             |  |                        |       |       |       |       |  |
|  |                        |                  |                   |                  |   |                        |                  |                  |                  |                  |  |                        |             |             |             |             |  |                        |       |       |       |       |  |

(*) Avanza por mejor posición en la Tabla.

### Octavos de final
| 2 de abril de 2025, 19:30 | San Juan Huracán | 0:2 (0:1) | Honduras Progreso           | Estadio Domingo Ortega, Quimistán. |                          |
|                           |                  |           | Calderón 43' · Figueroa 60' | Árbitro(s): Edwin Torres           | Árbitro(s): Edwin Torres |

| 5 de abril de 2025, 19:30 | Honduras Progreso | 1:0 (1:0) (Global 3:0) | San Juan Huracán | Estadio Humberto Micheletti, El Progreso. |             |
|                           | Calderón 7'       |                        |                  | Árbitro(s):                               | Árbitro(s): |

| 2 de abril de 2025, 14:30 | AFFI Academia    | 1:2 (1:1) | Hondupino                         | Estadio Emilio Williams, Choluteca. |                            |
|                           | Palta 18' (pen.) |           | González 23' · Oackley 88' (a.g.) | Árbitro(s): David Carrasco          | Árbitro(s): David Carrasco |

| 6 de abril de 2025, 15:00 | Hondupino | 0:1 (0:0) (Global 2:2) | AFFI Academia    | Estadio Raúl Moncada, Trojes. |             |
|                           |           |                        | Y. Gutiérrez 51' | Árbitro(s):                   | Árbitro(s): |

| 2 de abril de 2025, 19:00 | Vida         | 1:0 (1:0) | Pumas F.C. | Estadio Rogelio Alemán, Aldea El Pino, El Porvenir |                          |
|                           | Espinoza 10' |           |            | Árbitro(s): Carlos Mejía                           | Árbitro(s): Carlos Mejía |

| 6 de abril de 2025, 16:00 | Pumas F.C.       | 1:1 (1:1) (Global 1:2) | Vida               | Estadio Municipal, Las Vegas. |             |
|                           | M. Bernárdez 11' |                        | J. C. Martínez 18' | Árbitro(s):                   | Árbitro(s): |

| 2 de abril de 2025, 15:00 | F.C. Santa Rosa                              | 3:1 (0:1) | Arsenal SAO      | Estadio Rogelio Ortega, La Masica. |                            |
|                           | E. Hernández 63' · Cabachuela 73' · Wity 80' |           | D. Contreras 21' | Árbitro(s): Santos Sevilla         | Árbitro(s): Santos Sevilla |

| 5 de abril de 2025, 15:30                             | Arsenal SAO                                      | 3:1 (1:1) (Global 4:4) | F.C. Santa Rosa | Estadio Francisco Gaitán Agüero, Cantarranas. |                                  |
|                                                       | C. Hernández 18' · S. Cruz 65' · Denis Lagos 79' |                        | Cabrera 33'     | Árbitro(s): Melvin Matamoros Jr.              | Árbitro(s): Melvin Matamoros Jr. |
| Arsenal SAO Clasifica por mejor posición en la tabla. |                                                  |                        |                 |                                               |                                  |

| 2 de abril de 2025, 19:00 | Pirata        | 1:1 (1:1) | Atlético Independiente | Estadio José Elías Nazar, Nacaome |                             |
|                           | N. García 27' |           | Araújo 18'             | Árbitro(s): Angel Hernández       | Árbitro(s): Angel Hernández |

| 6 de abril de 2025, 16:00 | Atlético Independiente                               | 4:0 (4:0) (Global 5:1) | Pirata | Estadio Roberto Martínez Ávila, Siguatepeque. |             |
|                           | Ó. García 7' · Sabillón 24' · Núñez 41' · Araújo 45' |                        |        | Árbitro(s):                                   | Árbitro(s): |

| 2 de abril de 2025, 15:30 | San Juan Gualjoco            | 2:0 (0:0) | Atlético Junior | Estadio Santos Adán Sabillón, Gualala |                              |
|                           | Andrade 47' · H. Morales 52' |           |                 | Árbitro(s): Fausto Rodríguez          | Árbitro(s): Fausto Rodríguez |

| 5 de abril de 2025, 15:00 | Atlético Junior | 3:2 (2:2) (Global 3:4) | San Juan Gualjoco | Estadio Gonzalo Maldonado, El Negrito. |  |
|                           |                 |                        |                   | Árbitro(s):                            |  |

| 2 de abril de 2025, 15:30 | Platense                 | 2:1 (2:1) | Boca Juniors | Estadio Excelsior, Puerto Cortes. |                         |
|                           | Puerto 25' · J. Mena 40' |           | V. Mena 18'  | Árbitro(s): Juan Flores           | Árbitro(s): Juan Flores |

| 6 de abril de 2025, 15:00 | Boca Juniors    | 1:4 (1:1) (Global 2:6) | Platense                                            | Estadio Francisco Martínez, Tocoa. |             |
|                           | R. Martínez 20' |                        | Puerto 45+2' · Gómez 75' · Pérez 77' · Klusener 78' | Árbitro(s):                        | Árbitro(s): |

| 2 de abril de 2025, 19:00 | Estrella Roja                                               | 4:1 (2:0) | Cuervos   | Estadio Marcelo Tinoco, Danlí. |                         |
|                           | E. Duarte 15' · Bermúdez 45+4' · D. Martínez 59' · León 81' |           | Golúz 78' | Árbitro(s): Merlin Soto        | Árbitro(s): Merlin Soto |

| 5 de abril de 2025, 16:00 | Cuervos                        | 2:1 (1:0) (Global 3:5) | Estrella Roja | Estadio Fausto Rodríguez, San Luis. |             |
|                           | C. Arzú 40' · Golúz 88' (pen.) |                        | Ávila 56'     | Árbitro(s):                         | Árbitro(s): |

### Cuartos de final
| 13 de abril de 2025, 15:00 | Hondupino | 1:0 (0:0) | Honduras Progreso | Estadio Raúl Moncada, Trojes. |             |
|                            | Ortiz 83' |           |                   | Árbitro(s):                   | Árbitro(s): |

| 19 de abril de 2025, 19:00 | Honduras Progreso | 4:1 (1:0) (Global 4:2) | Hondupino | Estadio Humberto Micheletti, El Progreso. |  |
|                            |                   |                        |           | Árbitro(s):                               |  |

| 13 de abril de 2025, 15:00 | Vida                 | 1:0 (0:0) | Arsenal SAO | Estadio Rogelio Alemán, Aldea El Pino, El Porvenir |             |
|                            | Montero 90+8' (pen.) |           |             | Árbitro(s):                                        | Árbitro(s): |

| 19 de abril de 2025, 15:30 | Arsenal SAO | 2:0 (1:0) (Global 2:1) | Vida | Estadio Francisco Gaytán Agüero, Cantarranas. |  |
|                            |             |                        |      | Árbitro(s):                                   |  |

| 13 de abril de 2025, 15:00 | San Juan Gualjoco | 0:3 (0:0) | Atlético Independiente                 | Estadio Santos Adán Sabillón, Gualala |             |
|                            |                   |           | M. García 52' · Núñez 62' · Araújo 70' | Árbitro(s):                           | Árbitro(s): |

| 19 de abril de 2025, 16:00 | Atlético Independiente | 2:2 (2:1) (Global 5:2) | San Juan Gualjoco | Estadio Roberto Martínez Ávila, Siguatepeque |  |
|                            |                        |                        |                   | Árbitro(s):                                  |  |

| 11 de abril de 2025, 19:00 | Estrella Roja       | 1:1 (1:1) | Platense       | Estadio Marcelo Tinoco, Danlí |             |
|                            | Bermúdez 42' (pen.) |           | J. Sabillón 5' | Árbitro(s):                   | Árbitro(s): |

| 19 de abril de 2025, 15:00 | Platense | 2:0 (1:0) (Global 3:1) | Estrella Roja | Estadio Excelsior, Puerto Cortés |  |
|                            |          |                        |               | Árbitro(s):                      |  |

### Semifinales
| 26 de abril de 2025, 15:30 | Arsenal SAO                                                 | 6:0 (4:0) | Honduras Progreso | Estadio Francisco Gaytán Agüero, Cantarranas |                                 |
|                            | S. Cruz 21', 45+1', 55' · C. Hernández 27', 33' · Lagos 84' |           |                   | Árbitro(s): Melvin Matamoros Jr              | Árbitro(s): Melvin Matamoros Jr |

| 3 de mayo de 2025, 19:00 | Honduras Progreso | 3:0 (2:0) (Global 3:6) | Arsenal SAO | Estadio Humberto Micheletti, El Progreso |  |
|                          |                   |                        |             | Árbitro(s): Omar Cardona                 |  |

| 27 de abril de 2025, 15:00 | Platense     | 1:0 (1:0) | Atlético Independiente | Estadio Excelsior, Puerto Cortés. |                         |
|                            | Klusener 23' |           |                        | Árbitro(s): Kevin Ulloa           | Árbitro(s): Kevin Ulloa |

| 3 de mayo de 2025, 19:00 | Atlético Independiente | 1:0 (0:0) (Global 1:1) | Platense | Estadio Roberto Martínez Ávila, Siguatepeque |                            |
|                          | Núñez 90+6' (pen.)     |                        |          | Árbitro(s): David Carrasco                   | Árbitro(s): David Carrasco |

### Final
| 17 de mayo de 2025, 15:30 | Arsenal SAO | 1:1 (1:0) | Atlético Independiente | Estadio Francisco Gaytán Agüero, Cantarranas |                            |
|                           | S. Cruz 63' |           | Sabillón 22'           | Árbitro(s): David Carrasco                   | Árbitro(s): David Carrasco |

| 24 de mayo de 2025, 19:00 | Atlético Independiente       | 2:1 (1:0) (Global 3:2) | Arsenal SAO  | Estadio Roberto Martínez Ávila, Siguatepeque |                            |
|                           | M. García 43' · D. Núñez 87' | Reporte                | L. Reyes 67' | Árbitro(s): David Carrasco                   | Árbitro(s): David Carrasco |

|                                           |
| Campeón Atlético Independiente 1.° título |

### Finalisima de Ascenso
| 1 de junio de 2025, 14:00 | Atlético Independiente | 1:1 (0:0) | Choloma      | Estadio Roberto Martínez Ávila, Siguatepeque. |             |
|                           | Sabillón 46'           |           | E. Palma 68' | Árbitro(s):                                   | Árbitro(s): |

| 8 de junio de 2025, 15:00 | Choloma                       | 2:1 (1:0) (Global 3:2) | Atlético Independiente | Estadio Rubén Deras, Choloma |             |
|                           | H. Díaz 38' · A. Alvarado 73' |                        | Ó. García 88'          | Árbitro(s):                  | Árbitro(s): |

### Ascendido a laLiga Nacional
|                         |
| Choloma                 |
| Ascendido el 08/06/2025 |